# Andreas Stitzl
Andreas Stitzl (Traunstein, 4 marzo 1974) è un ex sciatore nordico tedesco attivo sia nello sci di fondo sia nel biathlon.

## Biografia
In Coppa del Mondo di biathlon esordì nel 2001 a Ruhpolding (29°) e ottenne come miglior risultato un quarto posto; in Coppa del Mondo di sci di fondo esordì il 26 ottobre 2002 a Düsseldorf (22°) e il primo podio il 19 gennaio 2003 a Nové Město na Moravě (3°).
In carriera prese parte a un'edizione dei Campionati mondiali di sci nordico, Val di Fiemme 2003 (23° nella sprint).

## Palmarès

### Biathlon

#### Coppa del Mondo
- Miglior piazzamento in classifica generale: 50º nel 2002

### Sci di fondo

#### Coppa del Mondo
- Miglior piazzamento in classifica generale: 64º nel 2003
- 2 podi (entrambi a squadre):
  - 2 terzi posti